# Đại học California tại Irvine
 Viện Đại học California tại Irvine (thường được gọi tắt là UCI hoặc UC Irvine) là một Đại học nghiên cứu công lập ở Irvine, California, Hoa Kỳ. UCI là một trong 10 cơ sở của hệ thống Đại học California. UCI cung cấp 87 chương trình cử nhân và 129 chương trình cấp bằng sau đại học và chuyên nghiệp với mức tuyển sinh khoảng 30.000 sinh viên đại học và 6.000 sinh viên sau đại học tính đến mùa Thu năm 2019. Trường đại học này được phân loại vào nhóm Đại học R1 (tức được trao bằng tiến sĩ và có mức độ nghiên cứu rất cao). UCI có 436,6 triệu đô la chi tiêu cho việc nghiên cứu và phát triển vào năm 2018. UCI trở thành thành viên của Hiệp hội Viện Đại học Mỹ vào năm 1996, và là trường đại học trẻ nhất có tư cách thành viên trong hiệp hội này. UCI được coi là thuộc nhóm "Public Ivies", tức là nhóm các trường công lập với chất lượng đào tạo tương đương với khối Ivy League.
Tổng cộng 7 người có liên hệ với UCI đã được trao Giải Nobel. Trường cũng có mối liên hệ với 7 người đoạt Giải Pulitzer, bao gồm 3 giảng viên và 4 cựu sinh viên.
Đội thể thao của trường là UC Irvine Anteaters hiện đang cạnh tranh trong NCAA Division I với tư cách là thành viên của Big West Conference.